# 夏瀚宇
夏瀚宇（1997年6月11日—），中國男歌手，少城時代旗下訓練生。2019年參加愛奇藝偶像男團競演養成類真人秀《青春有你》，以第七名優異成績加入男子團體UNINE。

## 经历
夏瀚宇出生于湖南津市，从六岁起开始学习钢琴，读高中时看过偶像男团唱跳视频。2016年10月，加入武汉音乐学院造音社。同年11月，参加武汉音乐学院第十七届校园歌手大赛，最终获得通俗B组三等奖。
2019年1月，参加爱奇艺偶像男团竞演养成类真人秀节目《青春有你》。夏瀚宇具有出色的vocal能力，准备表演《隔壁泰山》时，他被李汶翰选为搭档。之后，他凭借《你是爱我的》的“神仙高音”斩获vocal组总排名第一，还在竞演曲目《I'm Sorry》中以高音、钢琴、舞蹈获得评委的赞赏。4月6日，于《青春有你》总决赛中以第七名的最终成绩正式出道，成为男子演唱组合UNINE的成员。5月，随着组合發行首張EP团体《UNLOCK》并举办"RUN TO U"全國巡演。6月11日，在北京举办自己出道后的首场生日会，与陈思键、UNINE其余成员同台亮相。8月26日，夏瀚宇和陈雪凝共同演唱的电影《攀登者》宣传曲《如虹》在音乐平台上线。2020年5月，参加浙江卫视音乐竞技节目《天赐的声音》。10月6日，随UNINE在北京举办毕业演唱会，正式从该组合毕业。同月下旬，发行首张同名专辑《夏瀚宇》。

## 音乐作品

### 專輯列表
| 專輯 | 專輯資料                                                    | 專輯曲目                                                  |
| 1st  | 首張EP《UNLOCK》 - 發行日期：2019年5月6日 - 語言：國語      | 1. Bomba 2. Like A Gentleman 3. 春日記憶                  |
| 2nd  | 第二张EP《UNUSUAL》 - 发行日期：2019年10月21日 - 語言：國語 | 1. 租辆大巴去月亮 2. SET IT OFF 3. 海水不坠落（Butterfly) |

### 綜藝節目
| 日期                 | 播放频道/平台 | 節目名稱      | 備註 |
| 2019年1月21日-4月6日 | 愛奇藝        | 《青春有你》  |      |
| 2019年5月9日-        | 愛奇藝        | 《UNINE蹦吧》 |      |

## 活动

### 活动見面會/宣傳/發布會
| 日期          | 地點   | 主題                                  | 備註                   |
| 2019年3月31日 | 北京站 | 青春有妳·未來可期 愛奇藝VIP千人見面會 | 《青春有妳》20強見面會 |
| 2019年5月6日  |        | 《UNLOCK》 新專輯發布會               | UNINE所有成員          |
| 2019年6月2日  | 澳门站 | 樂華娛樂十周年紀念演唱會              | UNINE為特别嘉宾        |

### 粉丝見面會
| 日期          | 地點   | 主題                               | 備註          |
| 2019年5月25日 | 武汉站 | UNINE粉絲見面會RUN TO U. UNINE巡演 | UNINE所有成員 |
| 2019年6月8日  | 上海站 | UNINE粉絲見面會RUN TO U. UNINE巡演 | UNINE所有成員 |
| 2019年6月9日  | 重庆站 | UNINE粉絲見面會RUN TO U. UNINE巡演 | UNINE所有成員 |
| 2019年6月15日 | 北京站 | UNINE粉絲見面會RUN TO U. UNINE巡演 | UNINE所有成員 |
| 2019年6月29日 | 福州站 | UNINE粉絲見面會RUN TO U. UNINE巡演 | UNINE所有成員 |
| 2019年7月6日  | 杭州站 | UNINE粉絲見面會RUN TO U. UNINE巡演 | UNINE所有成員 |
| 2019年7月27日 | 成都站 | UNINE粉絲見面會RUN TO U. UNINE巡演 | UNINE所有成員 |

## 《青春有你》參賽表現
|              | 曲目             | 原唱                                                                                 | 合作訓練生                                                                   | 評級   | 得票   | 排名   |
| 初舞台評級   | 《目不轉睛》     | 王以太                                                                               | 鄧超元、胡家豪                                                               | B      | 不適用 | 不適用 |
| 主題曲再評定 | 《青春有你》     | 青春有你訓練生                                                                       | 不適用                                                                       | A      | 不適用 | 不適用 |
| 小組對決公演 | 《隔壁泰山》     | 阿里郎                                                                               | 李汶翰、胡春楊、管櫟、嘉羿                                                   | 不適用 | 56     | 24     |
| 位置測評公演 | 《你是愛我的》   | 張惠妹                                                                               | 王新宇、馮俊傑、伯遠、徐方舟                                                 | 不適用 | 362    | 1      |
| 主題測評公演 | 《I'm Sorry》    | 夏瀚宇、周士原、姚弛、谷藍帝、王加一、沈群豐、馮俊傑                                 | 周士原、姚弛、谷藍帝、王加一、沈群豐、馮俊傑                                 | 不適用 | 23     | 12     |
| 導師合作舞台 | 《通過驗證》     | 艾福傑尼                                                                             | 鄧超元、吳承澤、王喆、陳濤、周士原                                           | 不適用 | 不適用 | 不適用 |
| 決賽舞台     | 《the Last Day》 | 李汶翰、何昶希、連淮偉、姚明明、陳宥維、胡春楊、林陌、陳思鍵、周士原、馮俊傑、夏瀚宇 | 李汶翰、何昶希、連淮偉、姚明明、陳宥維、胡春楊、林陌、陳思鍵、周士原、馮俊傑 | 不適用 | 不適用 | 不適用 |

|      | 第一期 | 第二期 | 第三期 | 第四期 | 第五期 | 第六期 | 第七期 | 第八期 | 第九期 | 第十期 | 第十一期 | 第十二期 |
| 排名 | 76     | 63     | 30     | 未公佈 | 20     | 11     | 未公佈 | 8      | 未公佈 | 8      | 未公佈   | 7        |

## 外部連結
- 夏瀚宇的新浪微博